# قاعدة ليبينسكي الخماسية
قاعدة ليبينسكي الخماسية ، المعروفة أيضًا باسم القاعدة الخماسية ، هي قاعدة عامة تساعد على تحديد ما إذا كان المركب الكيميائي ذو النشاط الدوائي أو البيولوجي المحدد له خصائص تجعله عقارًا نشطًا عن طريق الفم لدى البشر.  صاغ كريستوفر ليبينسكي القاعدة في عام 1997.  تستند القاعدة إلى ملاحظة أن معظم الأدوية التي يتم تناولها عن طريق الفم هي جزيئات صغيرة نسبيًا ومُحبة للدهون بدرجة معتدلة. 
تصف القاعدة الخصائص الجزيئية المهمة للحرائك الدوائية للدواء في جسم الإنسان ، بما في ذلك الامتصاص والتوزيع والتمثيل الغذائي والإفراز.  ومع ذلك ، فإن القاعدة لا تسمح بالتنبؤ بما إذا كان المركب نشطًا دوائيًا. 
من المهم أن تؤخذ هذه القاعدة في الاعتبار عند إنشاء الأدوية ، عندما يتم تحسين الدواء الفعال دوائيًا بشكل تدريجي لزيادة نشاط وانتقائية المركب ، وكذلك لضمان الحفاظ على الخصائص الفيزيائية والكيميائية الملازمة للمركبات التي تخضع لقاعدة ليبينسكي.  يتم استهلاك المركبات المتوافقة مع قاعدة ليبينسكي بشكل مكثف أقل خلال التجارب السريرية ، وبالتالي تزداد احتمالية دخولها السوق. 
أوميبرازول دواء شائع يتوافق مع قاعدة ليبينسكي.

## صياغة
تنص قاعدة ليبينسكي على أنه بشكل عام ، يجب ألا ينتهك الدواء الفعال عن طريق الفم أكثر من واحد من الشروط التالية: 
لا يزيد عن 5 روابط هيدروجينية مانحة (العدد الإجمالي للروابط النيتروجينية والهيدروجين والأكسجين والهيدروجين)
لا يزيد عن 10 روابط هيدروجينية مستقبلية (إجمالي عدد ذرات النيتروجين أو الأكسجين)
الوزن الجزيئي للمركب أقل من 500 دالتون (وحدة دولية)
يجب ألا يتجاوز معامل تفريق أوكتانول-الماء (لوغاريتمp أقل أو يساوي 5)
وتجدر الإشارة إلى أن جميع الأرقام هي مضاعفات خمسة ، وهو ما يفسر أصل اسم القاعدة.  كما هو الحال مع العديد من القواعد العامة الأخرى ، مثل قواعد Baldwin لإغلاق حلقة ، هناك العديد من الاستثناءات.